# Minehil·lita
La minehil·lita és un mineral de la classe dels silicats, que pertany al grup de la reyerita. Rep el nom per la mina Hill (en anglès, mine Hill), on es troben la majoria de les mines de zinc i ferro de Franklin (Estats Units).

## Característiques
La minehil·lita és un silicat de fórmula química (K,Na)2-3Ca28Zn₄Al₄Si40O112(OH)16. Cristal·litza en el sistema hexagonal. La seva duresa a l'escala de Mohs és 4.
Segons la classificació de Nickel-Strunz, la minehil·lita pertany a «09.EE - Fil·losilicats amb xarxes tetraèdriques de 6-enllaços connectades per xarxes i bandes octaèdriques» juntament amb els següents minerals: bementita, brokenhillita, pirosmalita-(Fe), friedelita, pirosmalita-(Mn), mcgil·lita, nelenita, schal·lerita, palygorskita, tuperssuatsiaïta, yofortierita, windhoekita, falcondoïta, loughlinita, sepiolita, kalifersita, girolita, orlymanita, tungusita, reyerita, truscottita, natrosilita, makatita, varennesita, raïta, intersilita, shafranovskita, zakharovita, zeofil·lita, fedorita, martinita i lalondeïta.

## Formació i jaciments
Va ser descoberta a la mina Franklin, situada a la localitat homònima, dins el comtat de Sussex (Nova Jersey, Estats Units). Es tracta de l'únic indret de tot el planeta on ha estat descrita aquesta espècie mineral.